# Mikrofotometr
Mikrofotometr – przyrząd do pomiaru w skali mikroskopowej współczynnika przepuszczalności światła, współczynnika odbicia światła, gęstości optycznej preparatów oraz zdjęć fotograficznych: spektrogramów, rentgenogramów, zdjęć astronomicznych i innych.